# Ischnoleomimus foveatus
Ischnoleomimus foveatus är en skalbaggsart som beskrevs av Maria Helena M. Galileo och Martins 1996. Ischnoleomimus foveatus ingår i släktet Ischnoleomimus och familjen långhorningar. Inga underarter finns listade i Catalogue of Life.